# Vidar Kleppe
Vidar Sveinung Kleppe, född 16 september 1963 i Bergen, är en norsk politiker. Han var med och grundade det invandringskritiska partiet Demokratene 2002, och var dess ordförande mellan 2002 och 2012. Han har tidigare varit vice ordförande och stortingsledamot för Fremskrittspartiet, och efter detta suttit i Kristiansands bystyre som representant för sitt nya parti.

## Politisk karriär
Kleppe var åren 1995–99 vice ordförande i Fremskrittspartiet. Han har varit medlem av Kristiansands bystyre 1987–99 och från 2003. Åren 1989–93 och 1997–2001 var han stortingsledamot för Vest-Agder. Han stod på första plats på Fremskrittspartiets valsedel för Vest-Augder före stortingsvalet 2001, men partiledningen ingrep och suspenderade Kleppe från partiet. Bakgrunden var påstådd illojalitet. Kleppe gick därefter ur Fremskrittspartiet och ställde upp som första kandidat för den oberoende Sørlandslista, som dock bara fick 2,8 % av rösterna i Vest-Agder.
År 2002 var Kleppe central i att grunda ett nytt politiskt parti, Demokratene, som han sedan dess är partiledare för. Han valdes 2003 in som en av två representanter för Demokratene i Kristiansands bystyre och som partiets enda fylkestingsledamot (i Vest-Agder). Partiet kom inte in i Stortinget vid valen 2005 och 2009, men behöll sina positioner vid lokalvalen 2007 och 2011.